# Godfrey (priimek)
Godfrey je priimek več oseb:
- Graham Godfrey, ameriški igralec bejzbola
- John Talbot Godfrey, britanski general
- William Wellington Godfrey, britanski general
- Bryan Trevor Godfrey-Faussett, britanski general